# Nguyễn Trung Trực (phường)
Nguyễn Trung Trực là một phường thuộc quận Ba Đình, thành phố Hà Nội, Việt Nam.
Phường Nguyễn Trung Trực có diện tích là 0,16 km², dân số năm 2021 là 7.466 người, mật độ dân số đạt 46.662 người/km².

## Địa lý
Địa giới hành chính phường này như sau:
- Phía bắc giáp phường Phúc Xá
- Phía tây giáp phường Trúc Bạch
- Phía nam giáp phường Quán Thánh
- Phía đông giáp phường Phúc Xá.